# Deborah Wilson
Deborah Wilson, född den 5 november 1955 i Columbus, Ohio, är en amerikansk simhoppare.
Hon tog OS-brons i höga hopp i samband med de olympiska simhoppstävlingarna 1976 i Montréal.